# ولدن (ویلس)
ولدن (ویلس) (به آلمانی: Velden (Vils)) یک شهر در آلمان است که در بایرن واقع شده‌است.

## خصوصیات
ولدن ۴۹٫۴۰ کیلومترمربع مساحت دارد ۴۷۷ متر بالاتر از سطح دریا واقع شده‌است.

## خواهرخوانده
شهرهای Roana و ایگرفویل-سو-ماین خواهرخوانده‌های ولدن (ویلس) هستند.